# Aruncus aruncus
Aruncus aruncus là loài thực vật có hoa trong họ Hoa hồng. Loài này được (L.) H. Karst. mô tả khoa học đầu tiên năm 1882.